# الحياضي (إب)
الحياضي هي إحدى قرى الجمهورية اليمنية. وهي تتبع جغرافيًا لمحافظة إب. وإداريًا لمديرية يريم. يبلغ تعداد سكانها 1275 نسمة حسب الإحصاء الذي جرى عام 2004.